# Die Abendzeitung - 8-Uhr Blatt
Die Die Abendzeitung - 8-Uhr Blatt war eine Boulevardzeitung in Nürnberg. Sie entstand 1964 als regionaler Ableger der Münchner Abendzeitung, wurde 2010 ein formal selbständiges Blatt in der Nürnberger Oschmann-Verlagsgruppe und letztlich 2012 eingestellt.

## Geschichte
Die Nürnberger Ausgabe der Abendzeitung entstand 1964 durch Übernahme des dortigen, 1918 erstmals erschienenen 8-Uhr-Blattes. Lokalnachrichten und die regionalen Teile von Kultur und Sport stammten aus der Nürnberger Redaktion, Der Mantelteil mit Politik und Wirtschaft wurden aus München übernommen.  1986 beteiligte man sich an der Gründung des ersten privaten Rundfunksenders Nürnbergs: Radio Gong Nürnberg (heute Radio Gong 97,1).
2010 verkaufte der Verlag der Abendzeitung deren Nürnberger Ausgabe samt dem Anzeigenblatt Der Frankenreport an „media-regional“, ein Unternehmen des Nürnberger Telefonbuchverlegers und Radiounternehmers Gunther Oschmann. Eine Kooperation zwischen den beiden Ausgaben in München und Nürnberg blieben zunächst wie der Titel erhalten. Der Mantel wurde weiter aus München bezogen. Das Bundeskartellamt erteilte für den am 27. Januar 2010 beantragten Kontrollerwerb am 1. März 2010 die Freigabe.
Als 2011 ein Sohn des bayerischen Innenministers Joachim Herrmann als Rapper Jackpot  u. a. Drogenmissbrauch positiv thematisierte, verfasste ein Redakteur der Nürnberger AZ einen  Artikel darüber. Dieser erschien jedoch dort nie, da Verlagsgeschäftsführer Harald Greiner unter Berufung auf die „engen freundschaftlichen Verbindung der beiden Familien Herrmann und Oschmann“ gegen den erbitterten Widerstand von AZ-Chefredakteur Andreas Hock die Veröffentlichung unterband.  Eine Intervention Hermanns oder seines Ministeriums lag nicht vor. Über einen Austausch von Inhalten mit dem immer noch verbundenen ehemaligen Münchner Schwesterblatt erschien der Artikel jedoch bei der dortigen AZ. Die Hintergründe der Selbstzensur kamen erst im November 2012 zutage, als Olaf Przybilla einen Artikel darüber in der Süddeutschen Zeitung veröffentlichte. Er wertete dies als Symptom für den Niedergang des einst für seinen unabhängigen und kritischen Journalismus bekannten Blattes. Der Vorfall belastete das Verhältnis zwischen Chefredakteur Andreas Hock und der kaufmännischen Verlagsleitung.
Die verkaufte Auflage der Abendzeitung Nürnberg sank im dritten Quartal 2012 auf unter 14.000 Exemplare am Tag. Am 27. September 2012 gab die Geschäftsführung das Ende der Nürnberger Abendzeitung zum 29. September bekannt; 35 Mitarbeiter verloren ihren Arbeitsplatz. 2016 ging der Verlag „Die Abendzeitung - 8-Uhr Blatt“ GmbH & Co. KG schließlich auch formell in Liquidation.